# Le Seigneur des anneaux : Les Anneaux de pouvoir
« Les Anneaux de pouvoir » redirige ici. Pour les objets eux-mêmes, voir Anneaux de pouvoir.
Le Seigneur des anneaux : Les Anneaux de pouvoir (The Lord of the Rings: The Rings of Power) est une série télévisée américaine utilisant l'univers du Seigneur des anneaux. Elle est diffusée depuis le 2 septembre 2022 sur le service de vidéo à la demande Amazon Prime Video, qui a acquis les droits télévisés en novembre 2017.
La deuxième saison est diffusée à partir du 29 août 2024 sur Amazon Prime Video.

## Synopsis
Se déroulant environ trois mille ans avant les événements contés dans Le Hobbit et Le Seigneur des Anneaux, cette série prévue en cinq saisons est fondée sur une histoire inspirée de la Terre du Milieu telle que racontée par J. R. R. Tolkien.
Elle commence durant une période de paix relative et couvre certains des évènements majeurs survenus sur la Terre du Milieu durant le Second Âge : la création des Anneaux de pouvoir, l'histoire et la chute du royaume insulaire de Númenor, l'ascension de Sauron, le Fléau de Durin et la Dernière Alliance entre les Elfes et les Hommes. Ces évènements se déroulent sur plusieurs milliers d'années dans les récits de Tolkien, mais sont condensés et retravaillés pour la série.

## Distribution

### Acteurs principaux
- Morfydd Clark (VF : Ingrid Donnadieu ; VQ : Sarah Anne Parent) : Galadriel
- Robert Aramayo (VF : Damien Witecka ; VQ : Maël Davan-Soulas) : Elrond
- Charlie Vickers (VF : Marc Arnaud ; VQ : Adrien Bletton) : Halbrand / Annatar / Sauron
- Daniel Weyman (VF : Pierre Tissot ; VQ : Pierre-Étienne Rouillard) : Gandalf, dit L'Étranger
- Owain Arthur (VF : Éric Herson-Macarel ; VQ : Alexandre Daneau) : Durin IV, prince du royaume nain de Khazad-dum
- Sophia Nomvete (VF : Céline Ronté ; VQ : Meggie Proulx-Lapierre) : Disa, princesse du royaume nain de Khazad-dum
- Benjamin Walker (VF : Valentin Merlet ; VQ : Tristan Harvey) : Gil-galad, Haut-Roi des Ñoldor
- Markella Kavenagh (VF : Claire Bouanich ; VQ : Marguerite D'Amour) : Elanor[3] « Nori » Brandepied
- Megan Richards (VF : Julie Dray ; VQ : Estelle Fournier) : Poppy Fiercompère
- Ismael Cruz Córdova (VF : Eilias Changuel ; VQ : Iannicko N'Doua-Légaré) : Arondir
- Lloyd Owen (VF : Adrien Antoine ; VQ : Normand D'Amour) : Elendil, capitaine de la flotte de Númenor
- Cynthia Addai-Robinson (VF : Aurélie Konaté ; VQ : Florence Blain Mbaye) : Tar-Míriel, régente de Númenor
- Trystan Gravelle (VF : Bruno Choël ; VQ : Frédérik Zacharek) : Ar-Pharazôn, chancelier de Númenor
- Max Baldry (VF : Aurélien Raynal ; VQ : Louis-Philippe Berthiaume) : Isildur
- Tyroe Muhafidin (VF : Hugo Brunswick ; VQ : Matis Ross) : Theo
- Ema Horvath (en) (VF : Rebecca Benhamour ; VQ : Geneviève Bédard) : Eärien
- Leon Wadham (VF : Clément Moreau ; VQ : Gabriel Lessard) : Kemen, fils d'Ar-Pharazôn (récurrent saison 1, principal depuis la saison 2)
- Ciarán Hinds (VF : Bernard Alane VQ : Frédéric Desager): Dark Wizard (depuis la saison 2)

### Anciens acteurs principaux
- Lenny Henry (VF : Thierry Desroses ; VQ : Manuel Tadros) : Sadoc Terrier (saison 1)
- Sara Zwangobani (VF : Annie Milon ; VQ : Marie-Evelyne Lessard) : Marigold Brandepied (saison 1)
- Dylan Smith (VF : Christian Gonon ; VQ : François Sasseville) : Largo Brandepied (saison 1)
- Nazanin Boniadi (VF : Elisabeth Ventura ; VQ : Mélanie Laberge) : Bronwyn (saison 1)
- Peter Mullan (VF : Philippe Catoire ; VQ : Guy Nadon) : Durin III, roi du royaume nain de Khazad-dûm (récurrent saison 1, principal saison 2)
- Joseph Mawle puis Sam Hazeldine (VF : Boris Rehlinger ; VQ : Stéphane Brulotte) : Adar, chef des Orques (saisons 1 et 2)
- Charles Edwards (VF : Edgar Givry ; VQ : Carl Béchard) : Celebrimbor, légendaire forgeron de Ost-in-Edhil (saisons 1 et 2)

### Acteurs récurrents

#### Introduits dans la première saison
- Will Fletcher (VF : Maxime Coudour ; VQ : Éric Paulhus) : Finrod
- Fabian McCallum (VF : Julien Bouanich ; VQ : Marc-André Brunet) : Thondir
- Kip Chapman : Rían
- Thusitha Jayasundera (en) (VQ : Marika Lhoumeau) : Malva
- Maxine Cunliffe (VF : Daria Levannier) : Vilma
- Beau Cassidy (VF : Clara Soares ; VQ : Marianne Chénier) : Dilly Brandepied
- Geoff Morrell (VF : Jean-Pol Brissart ; VQ : Sylvain Hétu) : Waldreg
- Peter Tait (VQ : Denis Roy) : Tredwill
- Ian Blackburn (VF : François Deblock) : Rowan
- Augustus Prew (VF : Benjamin Bollen) : Médhor
- Simon Merrells (en) (VF : Valéry Schatz) : Revion
- Anthony Crum (VF : Gauthier Battoue ; VQ : Nicholas Poulin) : Ontamo
- Alex Tarrant (VF : Juan Llorca ; VQ : Alexandre Bacon) : Valandil
- Ken Blackburn (en) : Tar-Palantir, le roi déchu de Númenor

#### Introduits dans la deuxième saison
- Rory Kinnear (VF: Emmanuel Curtil): Tom Bombadil
- Ben Daniels (VQ : Marc-André Bélanger) : Círdan, seigneur des Havres Gris
- Nia Towle (VQ : Célia Gouin Arsenault) : Estrid
- Will Keen (VF : Maurice Decoster) : Lord Belzagar
- Kevin Eldon (VF: Martial Le Minoux|VQ=Benoit Rousseau) : Narvi
- Tanya Moodie (VQ : Oumy Dembele) : Gundabale Earthauler
- Gavi Singh Chera : Merimac
- Theo Spofforth : Gaudrim Scout
- Yasen Zates Atour : Brânk
- Peter Landi : Marmadas

| - Version française - Société de doublage : Deluxe Media Paris, - Direction artistique : Déborah Perret, - Adaptation des dialogues : Garance Merley et Caroline Lecoq | - Version québécoise - Société de doublage : Cinélume Post-production Inc. - Direction artistique : Natalie Hamel-Roy - Adaptation des dialogues : Aurélie Laroche Son: Dominic Duno (saison 2) Montage : Patrice Rivard (saison 2) Mix: David Payant (saison 2) Gestion de projet: Francine Martel et Adrien Loreau (saison 2) Supervision doublage: Chantal Pagé (saison 2) |

 Source et légende : version française (VF) sur RS Doublage , Doublage Séries Database et le carton de doublage en fin d'épisode sur Prime Video., et le carton de doublage en fin d'épisode sur Prime Video.

## Production

### Développement du projet
Le 13 novembre 2017 est dévoilé l'achat par Amazon des droits TV mondiaux du Seigneur des Anneaux pour 250 millions de dollars, dans le but de réaliser une série télévisée sur ce sujet. Amazon, qui possède un service de vidéo à la demande (VOD), Prime Video, espère ainsi concurrencer le succès de Game of Thrones sur HBO. Cette série devrait coûter un milliard de dollars à la firme américaine, ce qui en ferait alors la série la plus chère de l'histoire. Cinq saisons sont annoncées. Chaque saison pourrait donc avoir un budget d'environ 200 millions de dollars, contre 90 millions de dollars par exemple pour la huitième saison de Game of Thrones. Le contrat signé par Amazon l'oblige à commencer la production deux ans après la signature au plus tard.
Le 2 août 2021, Amazon Prime Video dévoile un premier visuel de la série et annonce la sortie du premier épisode pour le 2 septembre 2022.
Par ailleurs, il ne s'agirait pas d'une simple interprétation des livres Le Hobbit et Le Seigneur des Anneaux : les éléments narrés seraient plutôt antérieurs à ces derniers, se déroulant avant que Frodon entre en possession de l’Anneau Unique, et donc avant le premier volet du Seigneur des Anneaux, La Communauté de l'Anneau. Ainsi, la destruction de l'Anneau Unique ne sera pas évoquée dans cette série et l'intrigue se déroulera durant le Second Âge de la Terre du Milieu, plusieurs millénaires avant la trilogie de Peter Jackson. La série se concentrera sur la création des Anneaux de pouvoir forgés par l'Elfe Celebrimbor, sur celle de l'Anneau Unique par Sauron, sur les guerres opposant ce dernier à l'alliance des Elfes, des Hommes et des Nains, et s'intéressera au légendaire royaume de Númenor, sur l'île d'Ouistrenesse.
Le 19 janvier 2022, le titre de la série est révélé, Le Seigneur des Anneaux : Les Anneaux de pouvoir. La série se déroulera durant le Second Âge et couvrira la création des Anneaux, l’ascension du seigneur noir Sauron, la chute de Númenor et la Dernière Alliance entre les Elfes et les Hommes.
Les showrunners de la série ont annoncé avoir collaboré avec Simon Tolkien, petit-fils de l'auteur, qui est intervenu comme consultant lors du tournage.

#### Accusation de plagiat
Un romancier américain, Demetrious Polychron a attaqué Tolkien Estate et Amazon pour plagiat. Il avait en effet autopublié une fanfiction qui imagine une suite au Seigneur des Anneaux et soutenait que la série en était grandement inspirée. Alors qu'il réclamait 250 millions de dollars de dédommagement, la justice le déboute en août 2023 et interdit la vente de son roman pour infraction à la législation sur le droit d'auteur.

### Distribution des rôles
Certains acteurs ayant tourné dans la trilogie du Seigneur des Anneaux ont demandé à participer à la série. Ian McKellen a affirmé être prêt à jouer le rôle de Gandalf, et il a déclaré : « Gandalf a plus de 7 000 ans donc je ne suis pas encore trop vieux ».
La distribution de la série est présentée officiellement le 14 janvier 2020.

### Tournage

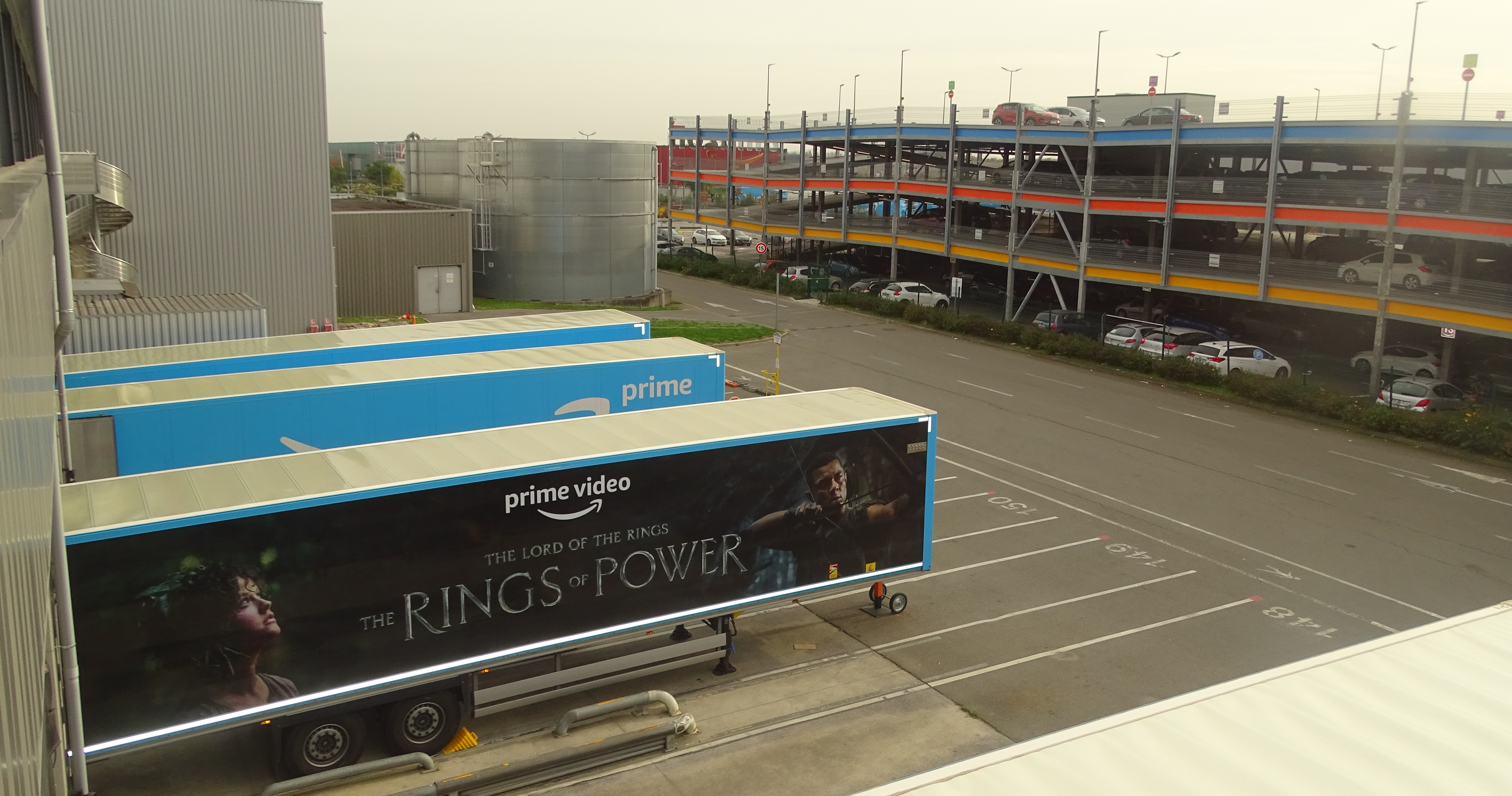
Remorque d'Amazon Prime affichant une publicité pour la série, Amazon LIL1, Lauwin-Planque, France.

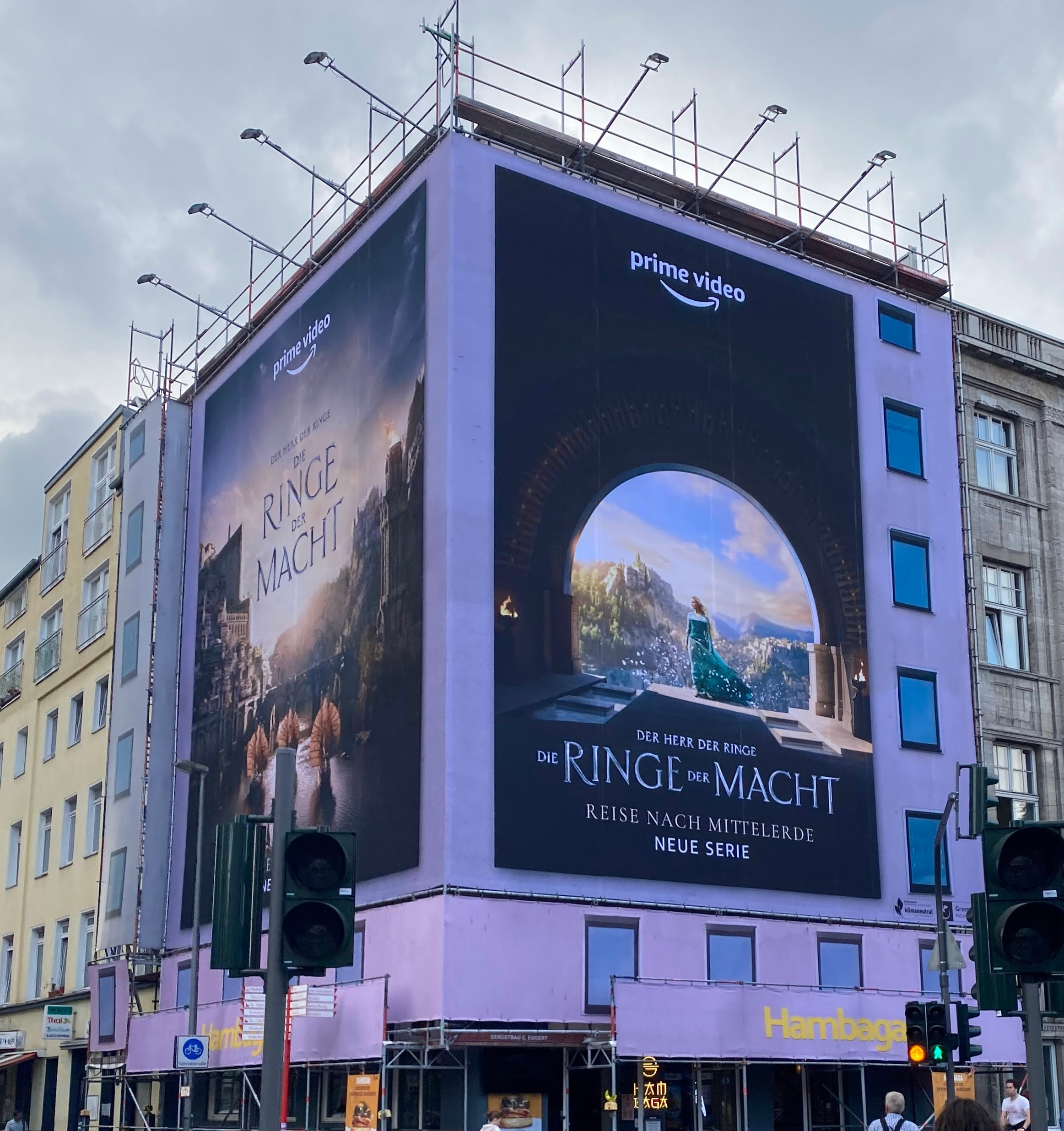
Publicité à Cologne, Allemagne

La première saison est tournée en Nouvelle-Zélande, dans deux studios d'Auckland, ainsi que dans le golfe d'Hauraki, la plage de Piha, la péninsule de Coromandel et le parc national de Fiordland (notamment pour la scène du mont Kidd). Le tournage commence en février 2020 mais est interrompu le mois suivant en raison de la pandémie de Covid-19 et se termine finalement en août 2021.
La deuxième saison, dont la préproduction a débuté en janvier 2022, est tournée au Royaume-Uni et en Nouvelle-Zélande. Le tournage commence le 7 octobre 2022. La production évoque des coûts moins élevés et une occasion de tourner des scènes dans les pays européens.
Pour la deuxième saison, le tournage a été transféré au Royaume-Uni et à Tenerife. Un cheval meurt pendant le tournage de la deuxième saison, en mars 2023, ce qui est condamné symboliquement par l'association PETA. Le tournage de la deuxième saison s’est achevé en juin 2023 (la Grève de la Writers Guild of America de 2023 n’a pas eu d'impact sur la production du programme).

### Musique
En septembre 2020, Howard Shore, compositeur de la trilogie du Seigneur des Anneaux, était en pourparlers avec Amazon pour travailler sur la série, intéressé par la création de thèmes musicaux, mais pas nécessairement par la composition de la série complète,. En juillet 2022, lui et Bear McCreary sont officiellement annoncés : Shore composera le thème principal, et McCreary le reste de la bande originale. Celui-ci n'avait d'ailleurs pas le droit de citer ou reprendre les thèmes écrits par Shore pour la trilogie de Peter Jackson, et a déclaré que Les Anneaux de Pouvoir étaient une « opportunité unique », et qu'il espérait pouvoir créer une « continuité de concepts » entre la série et les films.

#### Saison 1
La bande originale de la première saison sort le 19 août 2022 sous le label Amazon Music. Deux titres sont exclusifs à la plate-forme : Find the Light et The Promised King. Composée de 39 titres, la musique de la série introduit ainsi plus de quinze nouveaux thèmes à l'univers, parmi lesquels : le thème de Valinor, de Galadriel, d'Elrond, de Khazad-dûm, de Durin IV, d'Halbrand, d'Isildur et Elendil, de Númenor, des Piévelus, des Orques, de Sauron, des Mystiques ou encore de l'Étranger,.

#### Saison 2
Pour la seconde saison, Bear McCreary s'attèle à la composition dès le script reçu, soit en novembre 2022. En plus des thèmes déjà créés pour la saison 1, il compose de nouveaux thèmes, notamment ceux de Tom Bombadil et de Baie d'Or, du Rhûn, de l'Eregion, d'Estrid, d'Arachne et des Esprits des Tertres. La sortie de l'album est précédée de deux singles : The Last Ballad of Damrod, en collaboration avec Jens Kidman et sorti le 8 août 2024, puis Old Tom Bombadil, en collaboration avec Rufus Wainwright et sorti le 15 août 2024. L'album complet paraît digitalement le 23 août 2024, avec 25 nouveaux titres. Sa version CD et vinyle est prévue par Mutant pour le 29 novembre 2024.

### Fiche technique
Sauf indication contraire, les informations mentionnées dans cette section peuvent être confirmées par la base de données cinématographiques IMDb,  présente dans la section « Liens externes ».
- Titre original : The Lord of the rings: The Rings of Power
- Titre français : Le Seigneur des Anneaux : Les Anneaux de Pouvoir
- Création : J. D Payne, Patrick McKay, d'après l’œuvre de J. R. R. Tolkien
- Réalisation : Juan Antonio Bayona, Wayne Che Yip (en), Charlotte Brändström
- Scénario : Helen Shang, Gennifer Hutchison, Bryan Cogman (en), Stephanie Folsom, Jason Cahill (en), Justin Dohle, Glenise Mullins et tiré des romans de J. R. R. Tolkien
- Direction artistique : Jules Cook, Jason Corgan Brown, Andy McLaren, Mark Robins, Mark Stephen
- Décors : Rick Heinrichs, Ramsey Avery
- Costumes : Kate Hawley
- Photographie : Oscar Faura, Aaron Morton, Alex Disenhof
- Montage : Stefan Grube, Cheryl Potter, Jochen FitzHerbert, Jaume Martí, Bernat Vilaplana
- Musique : Bear McCreary et Howard Shore (thème)
- Casting : Kirsty McGregor, Theo Park, Stu Turner
- Effets spéciaux : Dean Clarke, Oliver Gee
- Production : Ron Ames, Christopher Newman,

Production déléguée : J. D Payne, Patrick McKay, Gennifer Hutchison, Bruce Richmond, Sharon Tal Yguado, Lindsey Webber, Eugene Kelly, Justin Doble, Jason Cahill, Juan Antonio Bayona, Belén Atienza, Callum Greene
Coproduction : Helen Shang
- Sociétés de production : Amazon MGM Studios, HarperCollins Publishers, New Line Cinema et Warner Bros. Television
- Sociétés de distribution (télévision) : Prime Video
- Pays de production :  États-Unis
- Langue originale : anglais
- Format : couleur - 1,78:1 - son Dolby Digital
- Genre : fantasy, aventures
- Durée : environ 60 minutes
- Lieux de tournage :
  -  Nouvelle-Zélande,  Royaume-Uni,  Espagne (Ténérife)
- Public : 13+ (Ados)
- Date de première diffusion :
  - Monde : 2 septembre 2022 (Prime Video) (date anniversaire de la mort de J. R. R. Tolkien)

## Épisodes

### Première saison (2022)
Composée de huit épisodes, la première saison est diffusée du 2 septembre au 14 octobre 2022 :
1. L'Ombre du passé (Shadow of the Past)
2. À la dérive (Adrift)
3. Adar (Adar)
4. La Grande Vague (The Great Wave)
5. Séparations (Partings)
6. Udûn (Udûn)
7. L'Œil (The Eye)
8. Alliés (Alloyed)

### Deuxième saison (2024)
Composée de huit épisodes, la deuxième saison est diffusée du 29 août au 3 octobre 2024.
1. Les Anneaux des Elfes sous les Étoiles (Elven Kings Under the Sky)
2. Là où les étoiles sont étranges (Where the Stars are Strange)
3. L’Aigle et le Sceptre (The Eagle and the Sceptre)
4. L'Aîné (The Eldest)
5. Salles de Pierre (Halls of Stone)
6. Où est-il ? (Where is He?)
7. Condamné (Doomed to Die)
8. L'Ombre et la Flamme (Shadow and Flamme)

## Accueil
La bande-annonce et les premières images de la série ont fait l'objet de nombreuses critiques motivées par le fait qu'il ne s'agit pas de l'adaptation d'un livre spécifique de Tolkien et en raison de l'orientation multiculturaliste prise par les producteurs de faire incarner des elfes, des nains et des hobbits par des acteurs de couleur. Certaines de ces critiques ont déclaré que « imposer de force une vision moderne de la diversité dans une Angleterre mythologique pré-anglo-saxonne n'a que peu ou aucun sens » et qu'il s'agit « d'un camouflet au visage de Tolkien et à son but de créer son propre univers ». Les producteurs ont justifié leur décision en soutenant que la série représente « le monde actuel tel qu'il existe »,.
Le 29 juillet 2024, la première bande-annonce annonçant la saison 2 est dévoilée.

### Réception critique

#### Saison 1
La série est notée 2,9 sur 5 par les téléspectateurs et 3,3 sur 5 par la presse sur le site d'Allociné. La série est notée 6,9 sur 10 sur le site d'IMDb. Cependant, les deux premiers épisodes ont individuellement reçu des notes supérieures à 7,3 sur 10.
Selon G. Bortzmeyer, elle fait figure de « saga légendaire drapée dans une toge rococo qu’aucun kitsch n’effraie », inaugurant « le genre du nanar chic, avec un style aussi clinquant que les manières d’un nouveau riche ».
En raison de l'avalanche de critiques négatives, provenant des téléspectateurs, Amazon a décidé de suspendre la possibilité de laisser des commentaires sur son site internet.
Après avoir étudié la kyrielle de réactions négatives des spectateurs et s'être lui-même 
« endormi » lors du visionnage de trois épisodes de la série, un analyste d'Amazon a expliqué dans un mémo destiné aux investisseurs qu'il était inquiet au sujet de la rentabilité financière de la série.

#### Saison 2
La saison 2 engrange des critiques négatives de la part des fans de l'univers de Tolkien, n'appréciant pas les clichés véhiculés et le manque d'intérêt des épisodes que ce soit pour l'histoire du fil rouge ou les personnages eux-mêmes. Les critiques pointent aussi le fan service présent à presque chaque épisode ainsi que sa ressemblance avec n'importe quelle autre série contemporaine.